# Kameničná (Slowakei)
Kameničná, ungarisch Keszegfalva (bis 1948 slowakisch „Keszegfalva“) ist eine Gemeinde im Südwesten der Slowakei, mit 1921 Einwohnern (Stand 31. Dezember 2024), die zum Okres Komárno, einem Teil des Nitriansky kraj gehört.

## Geographie

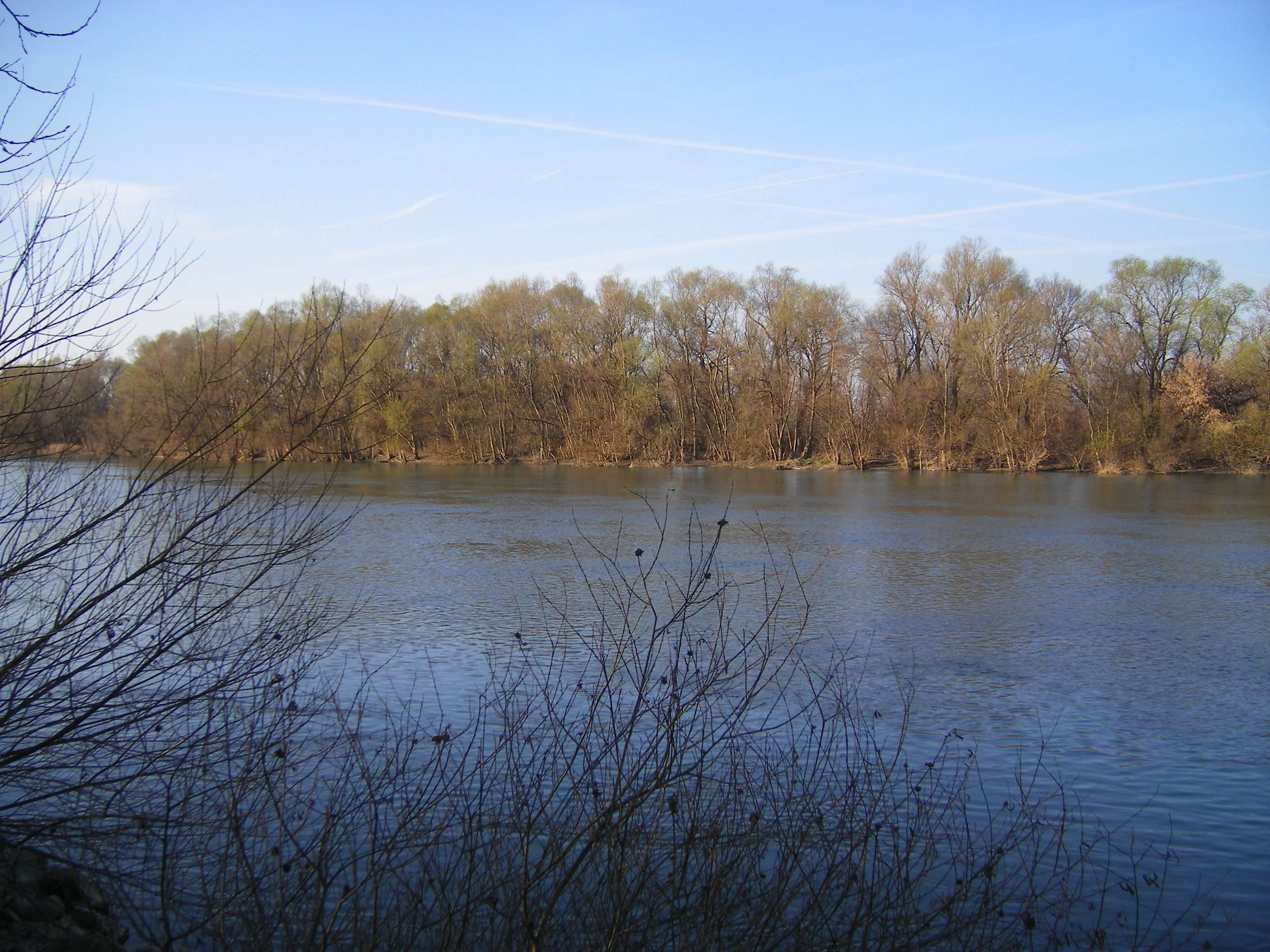
Die Waag bei Kameničná

Die Gemeinde befindet sich im slowakischen Donautiefland auf der Flussinsel Žitný ostrov, am rechten Ufer der Waag. Das Ortszentrum liegt auf einer Höhe von 110 m n.m. und ist 11 Kilometer von Komárno sowie 13 Kilometer von Kolárovo entfernt.
Verwaltungstechnisch gliedert sich die Gemeinde in die Teile Balvany und Kameničná.

## Geschichte

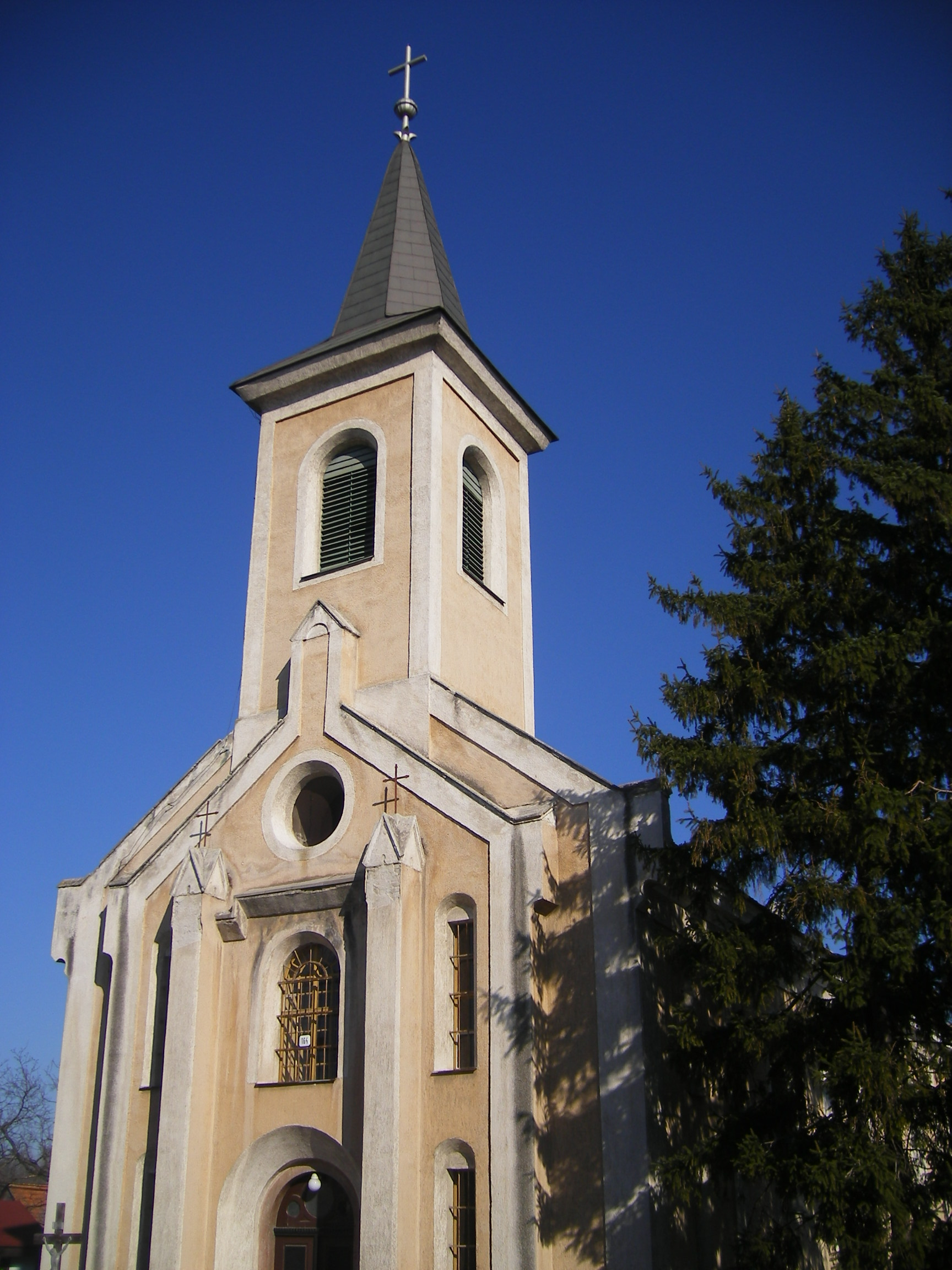
Kirche in Kameničná

Kameničná wurde zum ersten Mal 1482 als Gut der Burg Komorn schriftlich erwähnt. Durch häufige Überschwemmungen der Waag wurde der ursprüngliche Ort im 18. Jahrhundert vom Fluss weg neu gebaut. Noch 1887 war das Dorf ein Städtchen. Die Bevölkerung lebte überwiegend von Landwirtschaft und Fischerei; die zweite Beschäftigung ist noch symbolisch auf dem Wappen dargestellt.
Bis 1919 gehörte der im Komitat Komorn liegende Ort zum Königreich Ungarn und kam danach zur Tschechoslowakei. Auf Grund des Ersten Wiener Schiedsspruchs lag er 1938–1945 noch einmal in Ungarn.
Nach dem Zweiten Weltkrieg wurde dem Ort 1948 aus nationalpolitischen Gründen ein slowakisierter Ortsname zugewiesen und das Gemeindegebiet immer wieder verkleinert, so z. B. durch Ausgliederung im Jahr 1968 an die neue Gemeinde Vrbová nad Váhom am anderen Waagufer.

## Bevölkerung
| Jahr                | 1994 | 2004    | 2014    | 2024    |
| ------------------- | ---- | ------- | ------- | ------- |
| Anzahl der Personen | 1736 | 1839    | 1929    | 1921    |
| Unterschied         |      | +5,93 % | +4,89 % | −0,41 % |

| Jahr                | 2023 | 2024    |
| ------------------- | ---- | ------- |
| Anzahl der Personen | 1883 | 1921    |
| Unterschied         |      | +2,01 % |

Ergebnisse nach der Volkszählung 2001 (1739 Einwohner):
| Nach Ethnie: - 78,58 % Magyaren - 19,24 % Slowaken - 0,67 % Tschechen | Nach Konfession: - 78,64 % römisch-katholisch - 8,42 % konfessionslos - 3,35 % evangelisch |

## Sehenswürdigkeiten
- römisch-katholische Kirche St. Wendelin von 1755
- Dampf-Pumpanlage aus dem Anfang des 20. Jahrhunderts